# Мусаев, Мурад Шохрат оглы
Мурад Шохрат оглы Мусаев (азерб. Musayev Murad Şöhrət oğlu; 13 июня 1994, Баку, Азербайджан) — азербайджанский футболист, защитник клуба «Габала».

## Клубная карьера

### Чемпионат
Статистика выступлений в чемпионате Азербайджана по сезонам:
| № | Сезон       | Клуб        | Игр | Голов | В запасе |
| - | ----------- | ----------- | --- | ----- | -------- |
| 1 | 2012 / 2013 | ФК «Габала» | 1   | 0     | 2        |
| 2 | 2013 / 2014 | ФК «Габала» | 0   | 0     | 3        |
| 3 | 2014 / 2015 | ФК «Габала» | 0   | 0     | 0        |

### Кубок
Статистика выступлений в Кубке Азербайджана по сезонам:
| № | Сезон       | Клуб        | Игр | Голов | В запасе |
| - | ----------- | ----------- | --- | ----- | -------- |
| 1 | 2013 / 2014 | ФК «Габала» | 1   | 0     | 4        |

## Еврокубки
Был в заявке ФК «Габала» для участия в Лиге Европы УЕФА сезона 2014/15 годов.

## Достижения
- 2014 год — финалист Кубка Азербайджана сезона 2013/14 годов в составе ФК «Габала».

## Сборная
В 2012 году был призван в состав юношеской сборной Азербайджана до 19 лет. Дебютировал в составе сборной в квалификационном матче Чемпионата Европы УЕФА 31 октября 2012 года в матче против сборной Хорватии. Провёл на поле все 90 минут матча.